# Hauggenhöfe
Haugenhof oder Hauggenhöfe ist ein Wohnplatz auf der Gemarkung Schlegelsberg des oberschwäbischen Marktes Erkheim im Landkreis Unterallgäu in Bayern.
Der Wohnplatz liegt etwa 2,5 Kilometer südöstlich des Markthauptortes und ist über Gemeindestraßen mit diesem verbunden. Gut 100 Meter westlich verläuft der Riedbach, nördlich entspringt das Breitmähder Bächl. Außer im Westen sind die Gehöfte von Waldgebieten umgeben.
400 Meter nördlich verläuft die A 96, die nächste Anschlussstelle ist Erkheim, gut drei Kilometer westlich.
Die beiden Gehöfte mit den Postanschriften "Haugenhof 1" und "Haugenhof 2" sind kein eigener amtlicher Gemeindeteil von Erkheim, sie werden dem Gemeindeteil Schlegelsberg zugerechnet. Auf der Topografischen Karte werden sie Haugenhof bezeichnet. Die Gemeinde bezeichnet sie als Weiler Hauggenhöfe und als Ortsteil. Nach amtlicher Definition wird in Bayern ein Wohnplatz mit 1 bis 2 Wohngebäuden als Einöde bezeichnet, Weiler haben mindestens drei Wohngebäude.

## Geschichte
Im Jahr 1931 wird in einem kirchlichen Ortsverzeichnis Haugenhof als Einöde der Gemeinde Schlegelsberg genannt. In den Amtlichen Ortsverzeichnissen für Bayern gibt es keine Einträge für Haugenhof oder Hauggenhöfe. Die Gemeinde Schlegelsberg bestand bis zu ihrer Auflösung am 1. Mai 1978 durch Eingliederung in den Markt Erkheim aus dem Hauptort und Knaus. Die amtlichen Karten ab 1995 bezeichnen den Ort  als Haugenhof.